# الرواية الإسبانية ما بعد الحرب
| أدب إسباني |
| --- |
| |
| أدب ألفونسو العاشر أدب العصور الوسطى الترجمات في العصر الذهبي الإسباني أدب عصر النهضة رواية فروسية رواية شطارية رواية بيزنطية ميغيل دي ثيربانتس أدب الباروك أدب عصر التنوير أدب الرومانسية أدب الواقعية أدب الحداثة الأولترايسمو جيل 98 جيل 1914 جيل 27 جيل الخمسينات رواية اجتماعية إسبانية ما بعد الحرب |
| انظر أيضًا |
| نقد أدبي • الانطباعية • رومانسية المدرسة الإبداعية • النقد أدب بورتوريكو • البوم الأمريكي اللاتيني البرناسي • واقعية أدبية • طبعانية الرومانسية الجديدة • العبثية في الأدب • باروكية • واقعية سحرية حداثة • كلاسيكية • سريالية • رمزية                                                                    |

تجمع الرواية الإسبانية لفترة ما بعد الحرب عمل الكتاب الإسبان في السنين التي تَبِعت الحرب الأهلية الإسبانية –انتهت الحرب في أبريل عام 1939– وتطوّرت خلال دكتاتورية فرانسيسكو فرانكو على أيدي الكثير من الكتاب المنفيين أو أولئك الذين بقوا في إسبانيا.

## أشهر أعلامها
جمع جونزالو سوبيخانو في لائحة واحدة جميع إنتاجهم سواء خارج إسبانياأو داخلها، وشملت كُتّاب من بينهم رامون خوسيه سندر، ماكس أوب، فرانسيسكو أيالا، كاميلو خوسيه ثيلا، إغناسيو أغوستي، غونثالو تورينتي باييستير، كارمن لافوريت، ميغيل ديليبيس، ايلينا كيروغا، أليخاندرو نونيث ألونسو، ريكاردو فرنانديز دي لا رجيرا، خوسيه لويس كاستيلو- بوشي، أنخيل ماريا دي ليرا، توماس سلفادور، إنريكي أثكوخا، آنا ماريا ماتوته، رافائيل سانشيث فيرلوسيو، ماريو لاكروث، خيسوس فرنانديز سانتوس، خوان غويتيسولو أو إغناسيو ألديكوا، وأضيف لهذه الأسماء نقاد آخرون منهم خوان بتيت، لويس جويتيسولو، خوان غارسيا هورتيلانو، خوسيه ماريا غيرونيلا، خوان أنتونيو ثنثنيغوي، توركواتو لوكا دي تينا أو لويس مارتن سانتوس.

## الروايات المتميزة
رواية نهر الخاراما (1955) لسانشز فيرلوسو، تعتبر واحدة من الروايات الرئيسية لذلك القرن، وتميزت أيضاً عائلة باسكوال دوارتي (1942)، خلية النحل (1950) ظل السرو طويل (1948) والطريق (1951) لدليبيس، لا شيء (1945) للافوريت، الطير الألماني بدوره يسلط على نوعية روايات مثل زمن الصمت (1961) لمارتين سانتوس، ووفيات الكلب (1958) لايالا. ورواية السروات تؤمن بالله (1953) لغيرونيلا والذي كان من أكثر الكتب مبيعاً.

## الروائيون
بعد فترة تهميش دور المرأة وحصرها ضمن أدوار نصت عليها الكنيسة والدولة، أصبح حضور الكاتبات المقيمات في إسبانيا مقيّداً بكتابة الشعر والسرد، في مواضيع تاريخية محددة تحت عنوان «الوردي»، حصلت كارمن لافوريت على جائزة نادال لروايتها لا شيء في عام 1945، من خلالها تم إزالة بعض الأسس التي رسبت بفعل التقاليد، وكانت نقطة انطلاق لدمج هائل للمرأة في العالم الأدبي. بهذه الصورة بدأ عقد 1950 بظهور تدريجي للنساء من بعض المعروفين: ايولاليا غالفارياتو، آنا ماريا ماتوته، إيلينا كويروغا، سوزانا مارش، مرسيدس فورميكا، دولورس ميديو، كارمن مارتين جايتي، كارمن كرتز، إيلينا سوريانو، وأنخليس فيلارتا تونيون.

## التيارات الأدبية
مثلت رواية ما بعد الحرب، دائمة التطور، العديد من التيارات الأدبية التي يربطها النقّاد كل إنتاج منها مع عقد من السنين، وتقسم إلى:
- الرواية الوجودية، عقد 1940.
- الرواية الاجتماعية، ابتداءً من عقد 1950 وخلال الواقعية الاجتماعية.
- الرواية الهيكلية، وتعد تجديداً للنوع الأدبي في عقد 1960.

في عقد 1940 في فترة ما بعد الحرب، تحولجزء من الرواية الوجودية، ويعتبر ميغيل ديلبيس وإغناثيو الديكوا ولاحقا كارمن لافوريت من كبار مؤلفيها، تحول إلى ما يسمى التهويلية، وهو نوع أدبي فرعي يتسم بخشونته وفظاظته، ويعد كاميلو خوسيه ثيلا رائده الرئيسي. يتعارض هذا النوع الفرعي المهول والمتشائم مع جيلٍ ثانٍ يدعى على وجه التحديد بجيل الخمسينات أو جيل منتصف القرن، وهو مؤلفٌ من كتّاب لم يبلغوا إلا متأخراً سن الرشد خلال اندلاع الحرب.
وبناءً على فرضية وجود استمرارية بين المرحلة الواقعية المفترضة في الأربعينيات والواقعية الاجتماعية في العقد السابق يرفض خوان-لويس مرفاني هذا التطور التدريجي ويختار الرواية الاجتماعية ممثلا بذلك اعتراضاً على الانقطاع عما سلف.
يستشهد ماكس آوب في دليله عن تاريخ الأدب الإسباني بحفنة من الكتّاب بصفتهم ورثة (المتعلقين بشريعة المذهب الواقعي وحتى الطبعانية) على حد قول يوغينيو دي نورا. وفي هذه القائمة: فرانسيسكو دي كوسيو، توماس بوراس، بارتولومي سولير، أوبيرتو بيريث دي أوسا، رامون ليد يسما ميراندا، وداريو فرنانديث فلوريث.
أمام هؤلاء، ولكن فقط من أجل مواجهة النوع الذي يجمع الواقع مع الخيال ظهرت في إسبانيا في بدايات عقد 1950 نوع من رواية الجيب الرخيصة والمكتوبة بشكل سيء والمصححة بشكل أسوأ، ولكنها انتشرت بسرعة.
بدءًا من عام 1953أُلفت روايات الخيال العلمي التي كتبها كتّاب مثل باسكوال إنغيدانوس في سلسلتيه ملحمة أثنار وخوسيه مايوركي. ومن أشهر الأمثلة على ما يسميه خوان بابلو فوسي (أدب الأكشاك) الرواية الرومانسية ورواية الغرب الأمريكي، ومن بين مؤلفيهما اختار فوسي كورين تيادو ولافوينته إستيفانيا والمذكور آنفا خوسيه مايوركي. على وجه الخصوص، روايات لكورين تيادو الرومانسية اعتبرت ملكة الرواية الرومانسية في إسبانيا. ومن بين الكتّاب الذين أسهموا في تطوير هذا النوع الأدبي اختار أندرو عدداً من الكتاب مثل كارمن دي لكاثا والأختين لويسا ماريا وكونتشا ليناريس بيثيرا وأضاف إليهم مونتيخو أسماءً أخرى مثل: خوليا مورا، ماريا دي لاس نيبيس غراخاليس، ماريا تيريسا سيسيه، لويسا البيركا، انخيليس بيرتا، مرسيدس فورميكا، ماري لوث موراليس.

### السياق الثقافي
نظراً لاختلاف السياق الثقافي والحيوي، يمكن تصنيف الرواية إلى مجموعتين: رواية نشرت في إسبانيا خلال فترة دكتاتورية فرانكو والرواية التي كتبها الجمهوريون في المنفى. في البداية كانت الرواية تخضع للرقابة ولعمليات التحرير في إسبانيا لما يُكتب في الخارج. منذ عام 1966 تم تخفيف الرقابة ولذلك زاد إنتاج المؤلفين في إسبانيا مثل: رامون خوسيه سندر، ماكس أوب، فرانسيسكو أيالا، ارتورو باريا أو سلفادور دي مادارياغا وآخرون. من ناحية أخرى، لاحظ النقّاد أن هؤلاء الكتّاب المنفيين كانوا في البداية أكثر تأثراً في بلدان مثل الولايات المتحدة.

## الرواية أحاديّة اللغة
مبدأ«الوحدة الوطنية مصونة ولا رجعة فيها» الذي فرضته الدكتاتورية، أدت إلى قمع اللغات الأخرى في إسبانيا وهي لغات أم محكية في مناطق مختلفة في إسبانيا، هذا المبدأ عمل على تشويه بَريق الإبداع في الآداب وبعضها ذات تقاليد عريقة.

### الرواية الكتالانية
في اللغة الكتالانية، هذا التحول هيمَنَ على مطلع 1940، عندما بدأ الرواة سباستيا خوان اربو، ايجناثيو اجوستيي أو خوسيه ماريا خيرونيا استخدام اللغة القشتالية في رواياتهم، على الرغم من أنهم كتبوا في الكتالانية قبل الحرب. في إطار السرد الكتالوني كانت جوائز الرواية ذات أهمية مثل جائزة سانت جوردي للرواية، مع وجود المؤلفين: ماريا اوريليا كابماني، جوزيف بلا، انتوني موس، سافادور اسبريو، اجوستي بارترا، ميرثيه رودوريديه، جوزيف ماريا اسبيناس، استانيسلاو توريس، فيكتور مورا، جواكيم كاربو، كونثيبثيو جونثاليث مالوكير، بالتاسار بورثيل، ماريا بينيتو اي كونيات، روبيرت سالادريجاس أو جويم فرونتيرا، بدأ العديد منهم بأعماله الروائية بالفعل في الستينات.

### الرواية الباسكية
تأثرت الثقافة الباسكية في فترة ما بعد الحرب، وهي الفترة الأكثر حرجاً في تاريخها. عدد كبير من الكتّاب توفوا في الحرب وعدد أكبر من المنفيين أدى إلى حظر استخدام اللغة الباسكية. ولما يقارب عقد من الزمن ولم يبقَ غير ذكرى الماضي.
منذ عام 1950 حدث تطور كبير في كتاب الشعر والعادات، وتراوحت أولى الروايات الباسكية بين «نقاوة اللغة والتعابير العاميّة»، فكان سببا في عدم تطور الرواية وانسجامها اللغوي. وبقي المفهوم الجمالي راسخاً في صيغ القرن التاسع عشر والتأثير الضئيل للمدينة مقارنة مع تأثير الريف الأكثر تقليداً.
نشر خوان أنطونيو إيراسوستا في عام 1950 بيثيا غاراتسا (الحياة الخام) حول موضوع الهجرة والمنفى. وقبله بسنتين نشر خوسيه دي ايساغيره (1881-1949) في أمريكا إيكاتسابيان (تحت العاصفة) قبل وفاته. واسترجع جون اتكسيديه (1920-1998) الإرث الأساسي لراوية حياة ناظم الشعر ايتساهون أو بيير توبيت، الذي يعتبر العمل الأكثر أهمية في تلك الفترة. ويرجع الفضل له أيضا في ترجمة مخاوف شانتي أنتيا إلى لغة الباسك تحت عنوان ايتكاسو لاينو داغو (1959). من الروائيين الآخرين في هذه الفترة: «اولركاري» يوسيبيو اريكياغا (1912-1993) مع المواضيع الحضرية، واثنين متخصصين في الرواية البوليسية، خوسيه أنطونيو لويدي (1916- 1999),ماريانو إيثيتا (1915-2001).
الجيل التالي كان أكثر حظاً، بدأوا النشر منذ عام 1960، ومن الأسماء الموجودة فيه: جون ميراندي – مترجم وروائي مثل بو ومنرو-، غابريل أريستي، خوسيه لويس الباريث امبارانثا.

### الرواية الغاليكية
في الأدب الغاليكي ما بعد الحرب، وانطلاقاً من الثلاثيّ المكون من كاستيلاو وريسكو وكونكيرو، والصورة التي بدت مشوهة: كاستيلاو توفي في المنفى عام 1950. ريسكو، راحل عام 1963، وقد كتب أربع روايات بالقشتالية، واحدة منها هي – باب القش– وحصل على جائزة نادال عام 1952. وفي عام 1968 حصل كونكيرو أيضاً على جائزة نادال، وكان الأصغر سناً بين الثلاثي والأقرب للنظام، وقد بدأ بنشر أشعاره بلغته الأم، وبعد الحرب كتب حفنه من الروايات العلمية كانت فريدة من نوعها، رائعة، وثنائية اللغة، تبعاً لنمطه: «الرجل الحذر (الدقيق)، كمن يشرب الماء، يشرب الأحلام». ويستحقّ مؤلفان جالكيين كتبا بالقشتالية أن يذكرا وهم: بينثيسلاو فيرنانديث فلوريث وغونثالو تورنته بايستير.
أما بالنسبة للرواية الغاليغة في سنوات ما بعد الحرب، كانت أول رواية مكتوبة بهذه اللغة الفائزة في 22 أبريل 1950 في المسابقة التي أجرتها دار نشر «بيبليفيلوس غاييغوس»: شعب الجدار لكاربايو كاليرو، قومي، جمهوري وسجين سياسي سابق. إلى جانبها ينبغي أن نلاحظ اسم أوتيرو بيدرايو، بين المنفيين، من لويس سيوان ورافييل ديسته. طوال عقد 1950 سوف تظهر أعمال لإدواردو بلانكو امور، انكسل فوليه وكونكيرو. في بداية العقد التالي بدأ باللعب مع المصطلح السردي الغاليغي الجديد حول الكتاب من كلا الجنسين: اكسوانا توريس، ماريا اكسوسيه كيزان، مينديث فيرين، جونثالو موريو، كارلوس كاساريس، الذين قريبا سوف يضافوا إلى الفريدو كونديه، باكو مارتين، فيرنانديث فيريرو وكزافييه الكالا.

## دراسات نقدية
من بين المراجع الموضوعية الوفيرة والدراسات التي تعتبر عامة إلى حد ما، يمكن أن تضيف الكتيبات والدراسات عنواناً توجيهياً مثل دراسات لخوان كارلوس كوروتشت (مقدمة في الرواية الإسبانية ما بعد الحرب)، روبرت سبيريس (الرواية الإسبانية ما بعد الحرب) أو لرودولفو كاردونا (الروائيون الإسبان ما بعد الحرب) وبالإضافة إلى أعمال أكثر تخصصاً مثل الرواية الوجودية الإسبانية ما بعد الحرب لأوسكار باريرو بيريث أو قضايا وجودية في الرواية الإسبانية ما بعد الحرب لإيما روبرتس.